# Батю, Ксавье
Ксавье Батю (фр. Xavier Batut) — французский политик, депутат Национального собрания Франции.

## Биография
Ксавье Батю родился 26 декабря 1976 года в городе Кретей, департамент Валь-де-Марн, в семье врача и директора средней школы. Получил высшее образование в области науки и промышленных технологий в Руане, работал менеджером по продажам в подразделениях компании Citroën. С 2002 года он проживает в поселке Кани-Барвиль департамента Приморская Сена.
Политическая карьера Ксавье Батю началась во время муниципальных выборов 2014 года, когда он присутствовал в правом списке Мартин Декул на выборах в муниципальный совет Кани-Барвиля, но этот список не набрал достаточного количества голосов, чтобы пройти в совет. В сентябре 2016 года он присоединился к движению «Вперёд!», из которого вышла партия «Вперёд, Республика!».
В мае 2017 года был выдвинут ВР в качестве кандидата на выборах в Национальное собрание в десятом избирательном округе департамента Приморская Сена. Занял первое место в первом туре с 34,22 % голосов и был избран депутатом 18 июня 2017 года, получив 61,7% голосов против кандидата Национального фронта. 
В феврале 2020 года Ксавье Батю вышел из партии «Вперёд, Республика!». Он критикует организацию работы партии, которой якобы не хватает горизонтальности, и что «обещанного обновления не предвидится». При этом он объявил, что хочет остаться членом парламентской группы ВР. На муниципальных выборах 2020 года в Кани-Барвиле он возглавляет единый оппозиционный список, собравший 31,3 % голосов и проведший в муниципальный совет трёх советников, включая самого Ксавье Батю.
На выборах в Национальное собрание в 2022 году он вновь баллотировался в десятом округе департамента Приморская Сена от президентского большинства и сохранил мандат депутат, набрав во втором туре 51,1 % голосов. Вновь вошел в состав Комиссии о обороне и вооруженным силам. С 2020 года является докладчиком по бюджету Национальной Жандармерии.
На Парламентских выборах 2024 года, назначенных после роспуска президентом Эмманюэлем Макроном Национального собрания 9 июня 2024 года, Ксавье Батю вновь баллотировался, но проиграл во втором туре кандидату партии Национальное объединение Роберу Ле Буржуа.

## Занимаемые выборные должности
18.06.2017 — 09.06.2024 — депутат Национального собрания Франции от 10-го избирательного округа департамента Приморская Сена

с 15.03.2020 — член муниципального совета коммуны Кани-Барвиль 